# SN 2007re
SN 2007re – supernowa typu Ia odkryta 30 października 2007 roku w galaktyce A211734-0031. W momencie odkrycia miała maksymalną jasność 23,00m.